# Evolvulus bogotensis
Evolvulus bogotensis är en vindeväxtart som beskrevs av V. Ooststr. Evolvulus bogotensis ingår i släktet Evolvulus och familjen vindeväxter. Inga underarter finns listade i Catalogue of Life.